# Rosângela Reis
Rosângela de Oliveira Campos Reis (Mesquita, 18 de abril de 1963), é uma professora e política brasileira, do estado de Minas Gerais, filiada ao Partido Liberal (PL). Foi vereadora em Ipatinga e exerceu o cargo de deputada estadual na Assembleia Legislativa de Minas Gerais. Atualmente é Deputada Federal eleita pelo estado de Minas Gerais.

## Biografia
Rosângela tem na região do Vale do Aço seu berço de ação política. Ela começou sua vida pública em 2000, quando foi eleita vereadora em Ipatinga. Em 2004, foi reeleita e exerceu o cargo de vice-presidente da Câmara Municipal. Em 2006, foi eleita pela primeira vez deputada estadual pelo Partido Verde (PV), conquistando 66.559 votos e, no ano de 2010, foi reeleita com 67.519 votos, tornando-se, na ocasião, a mulher mais votada na Assembleia Legislativa de Minas Gerais (ALMG). Em 2014, foi reeleita para o terceiro mandato na Assembleia de Minas (Legislatura 2015-2019), com a maior votação no Vale do Aço.
Em 2018, foi novamente reeleita, com 70.040 votos, para o quarto mandato consecutivo, tornando-a a mulher com mais mandatos seguidos como deputada estadual em Minas Gerais.